# Mylau
Mylau  est une ancienne ville de Saxe (Allemagne), située dans l'arrondissement du Vogtland, dans le district de Chemnitz. Depuis 2016, Mylau est un quartier de la ville de Reichenbach im Vogtland.

## Géographie

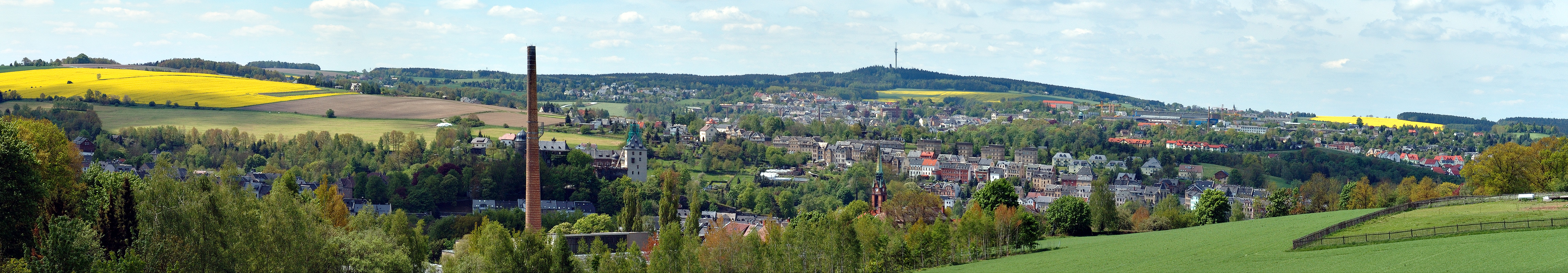
Panorama de Mylau.

## Héraldique
|  | Les armes de Mylau |

## Jumelages
- Waldenbuch (Allemagne) depuis 1990
- Althen-des-Paluds (France) depuis 2006
- Montecarlo (Italie) depuis 2006
- Karlštejn (Tchéquie) depuis 2006

## Culture locale et patrimoine
Il existe un château et une église dite, St. Wenzel, construite en 1890.

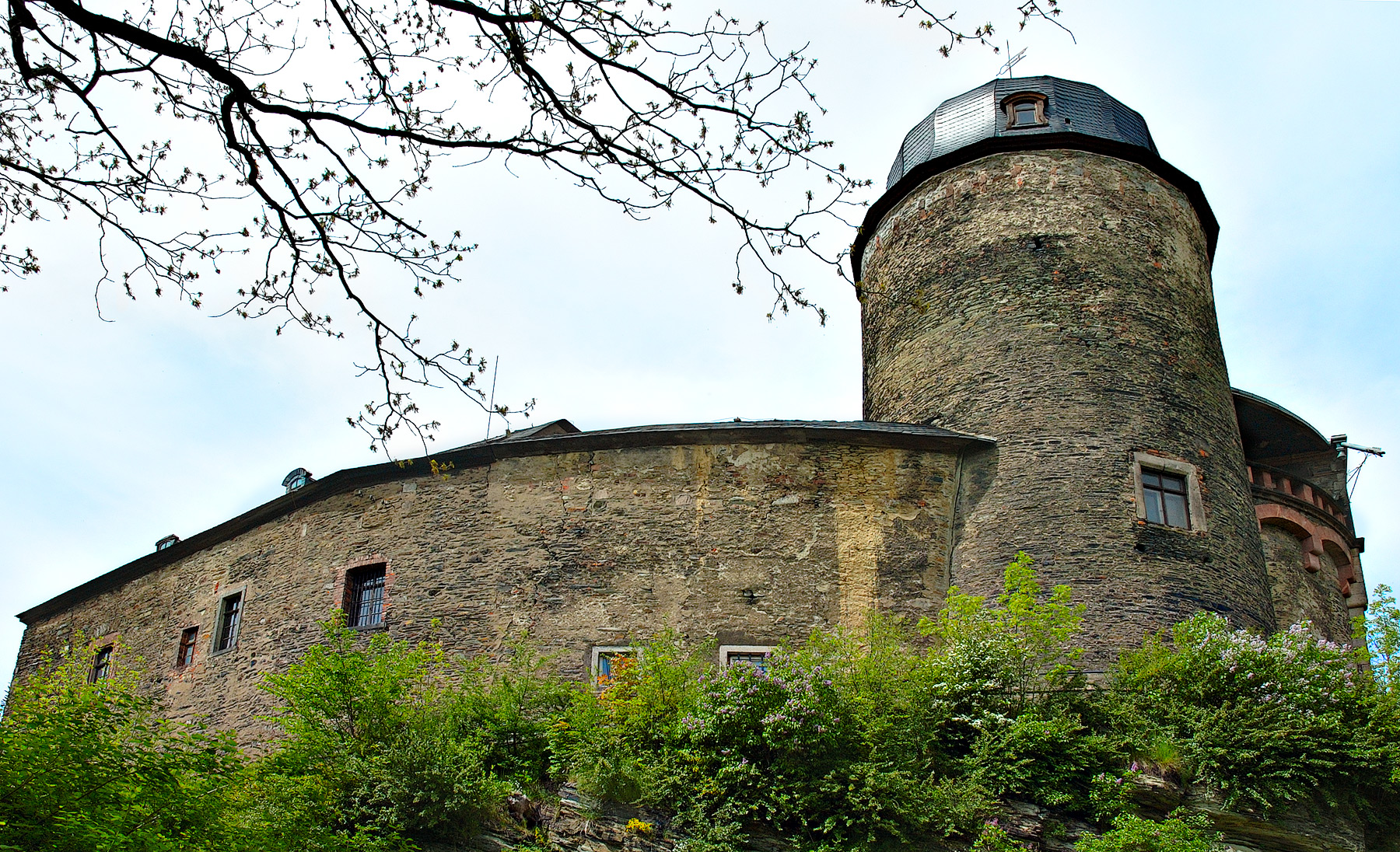
Château de Mylau.
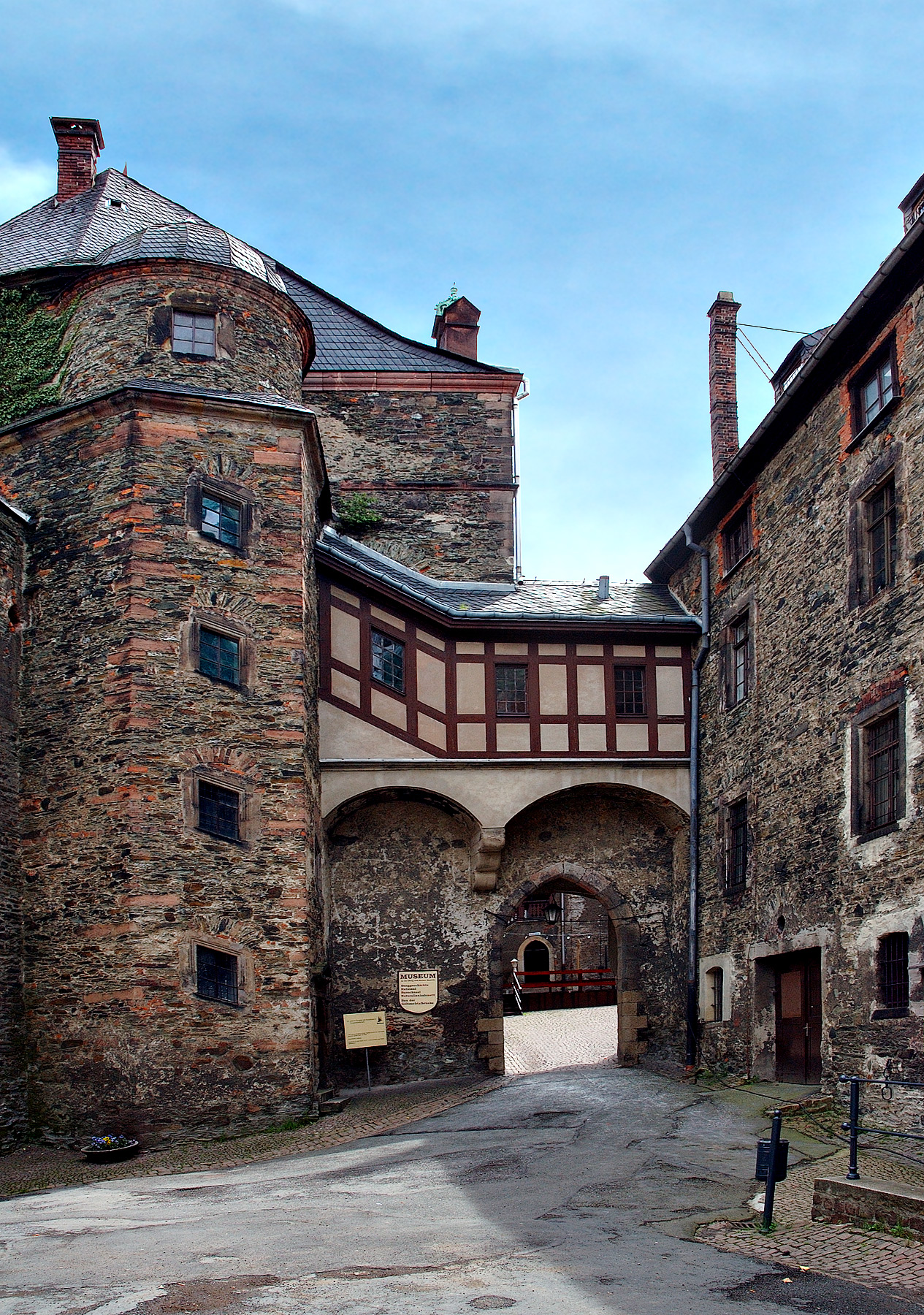
Cour du château Mylau.
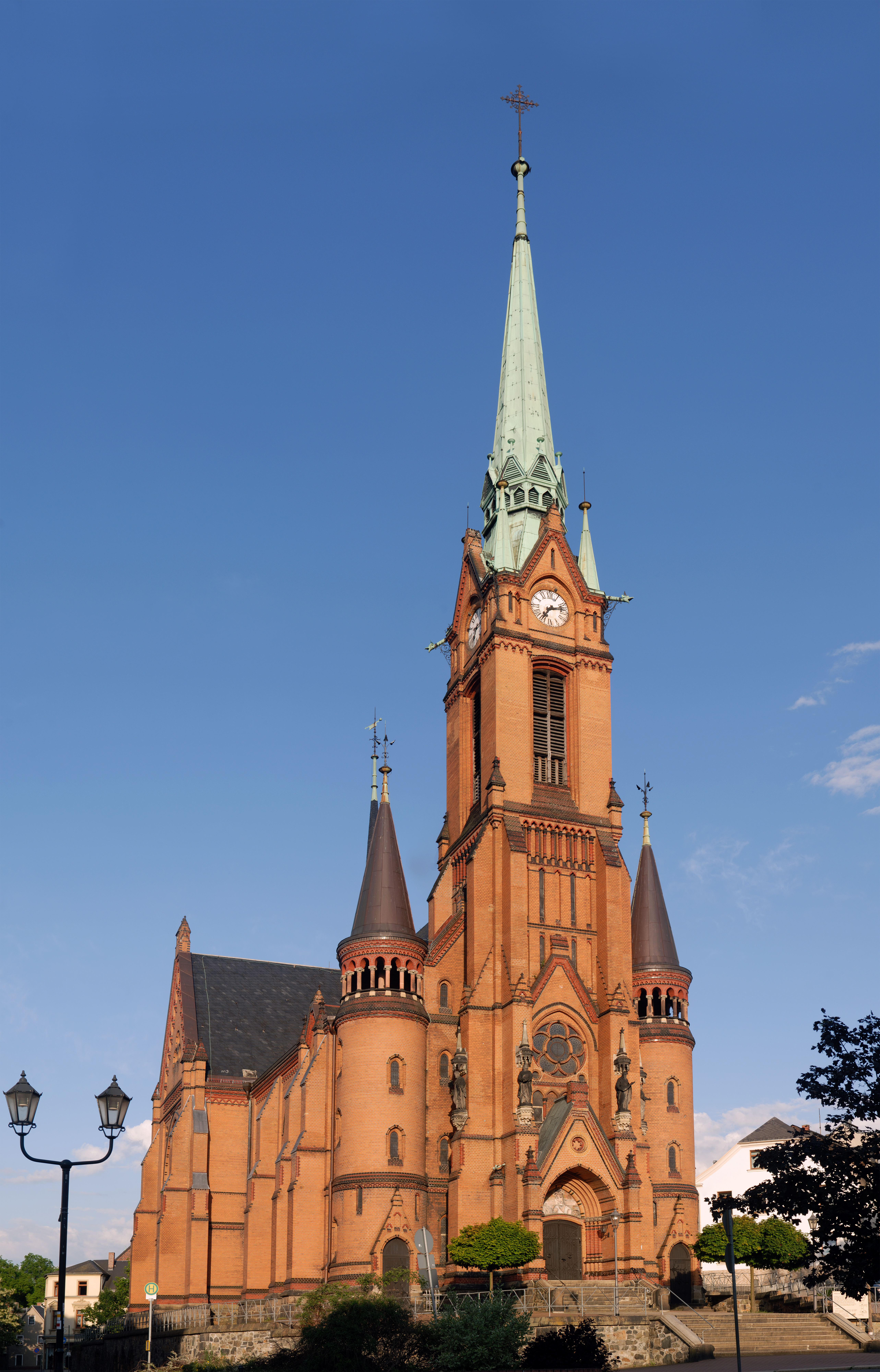
Église de Mylau.
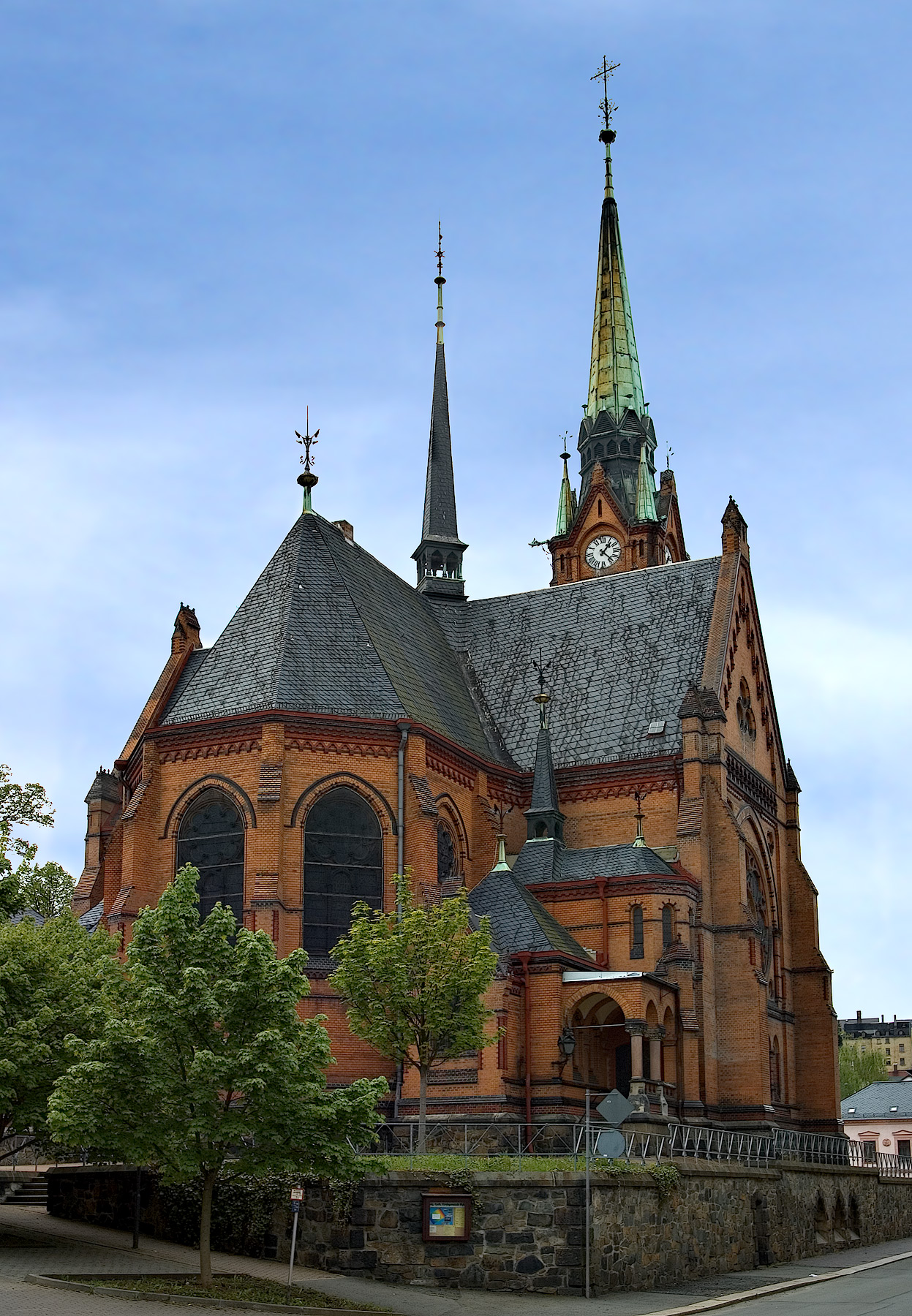
Vue arrière de l'église.